# Joan Creixell (mestre de capella)
Joan Creixell (Espanya, s. XVII) va ser mestre de capella de Torroella de Montgrí (Girona) i el 31 de juliol 1652 va ser examinant a la catedral de Girona. També va ser part del tribunal Pedro Vidal, el mestre de capella de Figueras.